# Adonis nepalensis
Adonis nepalensis là một loài thực vật có hoa trong họ Mao lương. Loài này được Simonov. mô tả khoa học đầu tiên năm 1970 publ. 1971.